# Станіслав Гурський (підстароста)
Станіслав Гурський з Гури гербу Одровонж (пол. Stanisław Górski, ? — 16 квітня 1534) — польський шляхтич, урядник, посідач маєтностей.

## Життєпис
Син Яна Обульця. У 1519 році отримав уряд краківського підстарости. Дідичний володар Гур з прилеглостями.
Був одружений з Беатою Свірчівною з Новодвору (нині місто Городок Хмельницької області), внучкою Миколая Свірча. Нащадків не мав. Помер 1534 року.